# Bajmócfürdő
Koordináták: é. sz. 48° 46′ 28″, k. h. 18° 34′ 21″48.774444°N 18.572500°E

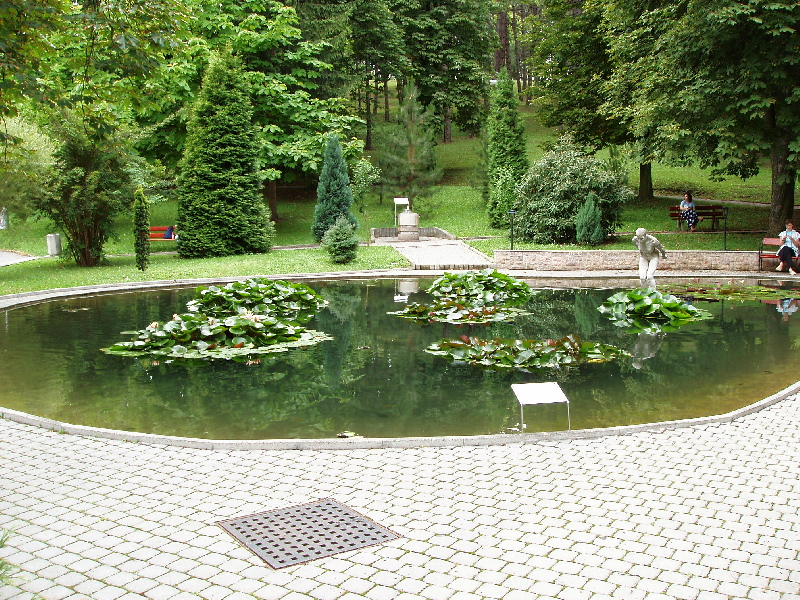
Kis tó a fürdőben

Bajmócfürdő (szlovákul: Bojnické kúpele) Bajmóc városrésze Szlovákiában, a Trencséni kerület Privigyei járásában. Soha nem volt önálló település.

## Fekvése
Bajmóc keleti városrésze a Nyitra partján.

## Története
Az első fürdőt Bajmóc akkori birtokosa, Thurzó Sándor építtette fel a 16. század első felében. A fürdőt írásban 1549-ben említik először. 1671-ben Pálffy Pál átépíttette, ekkor már öt fedett medencéje volt. A legjobb medence kőből, míg a többiek fából épültek.
A 18. század végén Vályi András így ír róla: „BAJMÓTZI FÖRDŐ. Nyitra Vármegyében, neveztetik e’ fördő Bajmótz Városától, ’s jeles tulajdonságaiért elsőnek tartatik, mind jóságára, mind pedig a’ vendégek számára készült alkalmatosságokra nézve. Valami kővé váltt pénzeket is mutogatnak itten, mellyek felől a’ köz nép olly hiszemben van, hogy azok egy igen fösvény fördősé lettek vólna, ki is minekutánna jó tsomó kintset öszve gyűjtöt, hamissan keresett pénzéböl, büntetésűl kővé váltak.”
A 19-20. század fordulóján a bajmóci vár rekonstrukciója során Pálfy János gróf a fürdőt is átépítette.
Területe a trianoni diktátumig Nyitra vármegye Privigyei járásához tartozott.
A következő korszerűsítést az 1920-30-as években tulajdonosa, Ján Baťa hajtotta végre. 28-52 °C-os termálvize kilenc forrásból, 1200-1500 méteres mélységből, 40 liter/másodperc sebességgel tör fel.

## Lásd még
- Bajmóc
- Bajmóctölgyes